# Mästerkatten i stövlar (opera)

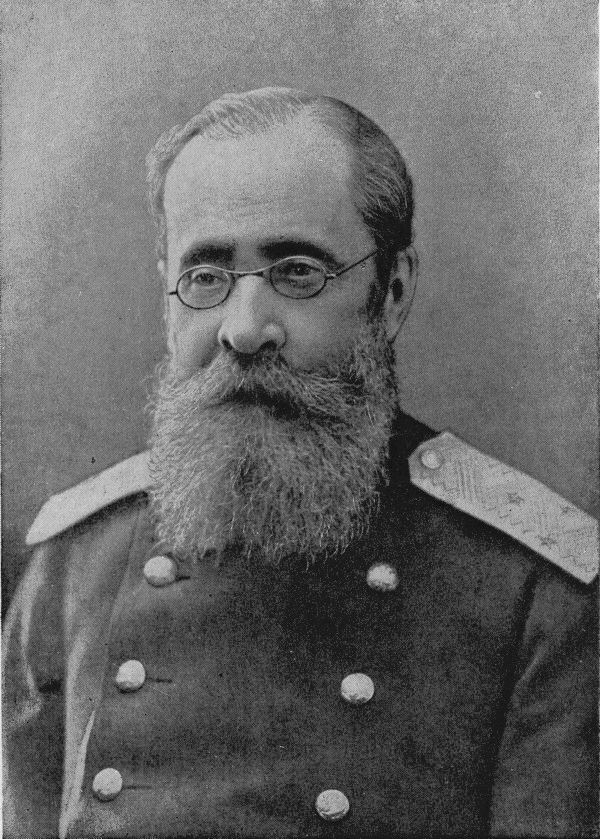
César Cui

Mästerkatten i stövlar (Кот в сапогах på kyrillska; Kot v sapogakh i translitteration) är en kort sagoopera för barn i tre akter (fyra tablåer) med musik av César Cui komponerad 1913. Librettot skrevs av Marina Stanislavovna Pol'. Operan hade premiär i Rom 1915 med titeln Il gato con gli stivali.  En sovjetisk bearbetning av operan, med ett reviderat libretto, publicerades 1961. På 1970-talet hade operan även blivit populär i Östtyskland som Der gestiefelte Kater. Med den titeln spelades operan sedermera in på CD av the Staatsoper i Stuttgart år 1999 i en radioversion.

## Personer
- Mästerkatten
- Jean, mjölnarens yngste son; egentligen Marquis de Carabas:
- Mjölnarens näst äldste son
- Mjölnarens äldste son
- Kungen
- Prinsessan
- Trollet
- Prinsessans väninnor, hovmän (kör)

## Handling
Handlingen följer tämligen noga Perraults saga, med ett instrumentalt förspel och inlagda danser.

## Diskografi
- Puss in Boots: Sagoopera av César Cui i en rysk radioföreställning från 1948 - Mästerkatten: Pavel Pontryagin (sång)/Nikolaj Litvinov (tal), Jean: Georgij Vinogradov, Mjölnarens näst äldste son: Alexej Usmanov, Mjölnarens äldste son: Daniil Demjanov, Kungen: Georgij Abramov, Prinsessan: Zoya Muratova, Trollet: Konstantin Poljaev, Dirigerad bv Leonid Pjatigorsky / Utgiven av Aquarius Classic 2018
- Der gestiefelte Kater: Märchenoper von César Cui in der Hörspielfassung von Linde von Keyserlingk.  Fassung für Kammerorchester: Andreas Breitscheid.  Koproduction:  Junge Oper der Staatsoper Stuttgart / Südwestrundfunk / Patmos Verlag GmbH & Co. KG, Düsseldorf, 1999.  Patmos CD, 3-491-88764-X.